# Los van de grond
Los van de grond is een single geschreven door Han Kooreneef en uitgevoerd als duet door Jeroen van der Boom en Leonie Meijer. De single werd op 5 maart 2011 uitgebracht en kwam op plaats 2 in de Single Top 100 te staan. In de Nederlandse Top 40 piekte het nummer tot plaats 13 en bleef het zeven weken in de lijst staan.
Het nummer kwam tot stand tijdens de opnames van Jeroen van de Booms zevende album Grote liefde. Van de Boom wilde met zijn protegé uit The voice of Holland Leonie Meijer iets samen doen en dit resulteerde in een duet.